# شبكة جينسون
شبكة جينسون (بالفرنسية: Réseau Jeanson)‏ مجموعة من المقاتلين الفرنسيين الشيوعيين بقيادة فرانسيس جينسون ساعدوا عملاء جبهة التحرير الوطني الجزائرية الذين كانوا يقومون بعمليات في المنطقة الحضرية الفرنسية أثناء ثورة تحرير الجزائر. وكانوا يشتركون أساسًا في حمل الأموال والأوراق للجزائريين وكان يطلق عليهم أحيانًا «حاملو الحقائب» (les porteurs de valises). ولقد شارك في هذه الشبكة الناشط الشيوعي المناهض للإمبريالية هنري كوريل، ولقد اغتيل عام 1978 وشارك فيها أيضًا المزور أدولفو كامنسكي. وكان المصور الصحفي والكاتب دومينيك داربوا مفكرًا آخر من أعضاء شبكة جينسون.

## حاملو الحقائب البارزون
- فرانسيس جينسون
- هنري كوريل
- جاك فيرجيه
- دومينيك داربوا